# Cletodidae
Cletodidae é uma família de crustáceos da ordem Harpacticoida.